# Macheiroiulus libicus
Macheiroiulus libicus är en mångfotingart som beskrevs av Manfredi 1939. Macheiroiulus libicus ingår i släktet Macheiroiulus och familjen kejsardubbelfotingar. Inga underarter finns listade i Catalogue of Life.